# Lasioptera moliniae
Lasioptera moliniae är en tvåvingeart som beskrevs av Edwin Möhn 1968. Lasioptera moliniae ingår i släktet Lasioptera och familjen gallmyggor.
Artens utbredningsområde är Tyskland. Inga underarter finns listade i Catalogue of Life.